# Mocidade Botafoguense
A Associação Carnavalesca Mocidade Botafoguense (AC Mocidade Botafoguense) é uma escola de samba da cidade de Belém do Pará, no estado brasileiro do Pará.
Foi fundada em 1º de julho de 1985, no Umarizal. Já teve com enredo "O reino das energias luminosas"